# William Fulljames
William Fulljames (28 tháng 12 năm 1888 – 27 tháng 8 năm 1959) là một cầu thủ bóng đá người Anh thi đấu ở vị trí trung vệ.